# روسویل (کارولینای جنوبی)
روسویل(به انگلیسی: Reevesville) شهری در ایالت کارولینای جنوبی کشور ایالات متحده آمریکا است که جمعیت آن در سرشماری سال ۲۰۱۰ میلادی، ۱۹۶ نفر بوده‌است.

## نگارخانه

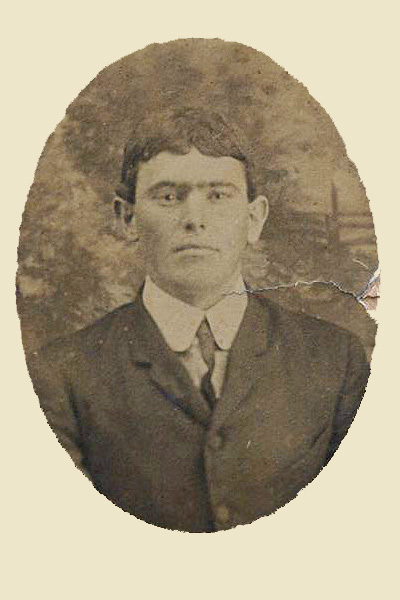